# 2C-T-2
2C-T-2 – organiczny związek chemiczny, psychodeliczna substancja psychoaktywna z rodziny 2C, pochodna fenyloetyloaminy. Po raz pierwszy została otrzymana przez Alexandra Shulgina w 1981. Według PIHKAL dawkowanie tej substancji waha się w przedziale 12 do 25 mg a czas działania wynosi 6–8 godzin.

## Efekty działania
Efekty działania 2C-T-2 podobnie jak wszystkich psychodelików są bardzo zróżnicowane i indywidualne. Działanie tej substancji porównywane jest czasem do LSD i psylocybiny ze względu na swoje właściwości psychodeliczne, czasem do MDMA ze względu na uczucie euforii którego doświadczają niektórzy użytkownicy 2C-T-2. Efekty działania zwykle obejmują modyfikacje percepcji, zmiany odczuwania psychicznego i zmysłowego, intensyfikacja bodźców zewnętrznych oraz silne efekty wizualne – wyostrzenie kolorów, wzory, fraktale.

## Toksyczność
Toksyczność 2C-T-2 nie jest w pełni znana. Przypuszcza się, że większe dawki tej substancji mogą wykazywać podobną toksyczność jak inne fenetylaminy z rodziny 2C-T. Nie są znane przypadki śmiertelnego przedawkowania 2C-T-2, jednak pokrewne substancje 2C-T-7 i 2C-T-21 spowodowały śmierć kilku osób. Wiele pochodnych fenetylaminy z podstawnikiem przy czwartym atomie węgla, jak 2C-T-7 i 4-MTA są selektywnymi inhibitorami monoaminooksydazy A, 2C-T-2 również może mieć takie działanie.